# グレート・ウェスタン鉄道4900形蒸気機関車
グレート・ウェスタン鉄道4900形蒸気機関車（GWR 4900 Class）は、イギリスのグレート・ウェスタン鉄道（以下、GWR）が製造した貨客両用テンダー式蒸気機関車である。各車の固有名から、ホールクラス（Hall Class）とも呼ばれる。軸配置が4-6-0の機関車ではGWRで最大勢力となった。

## 概要
1920年代半ば、GWRではより強力な客貨両用機関車の必要性が高まった。そこで、技師長（Chief Mechanic Engineer：CME）であったチャールズ・コレット（在任期間：1922年 - 1941年）の手により新しい貨客両用機関車が設計された。
ジョージ・チャーチウォードは1911年に貨客両用の4300形を設計していたが、サウソールを出発して14時間後にスコットランドに到着しなければならない高速急行貨物列車など、一部の列車での扱いが難しかった。
実行部門はこの問題に古いSaintおよびStarクラスのエンジンを登録したが、急行貨物用の新しい設計の機関車が必要だったため、これは暫定的な措置にすぎなかった。コレットはCME就任直後、4300形の上位代替機の製造を計画した。しかしコレットはこれを完全な新規設計とはせず、既存の2900形（セイント級）を基本に、その動輪径を6フィート（1,828 mm）径に、速度を落として牽引力を増大させることで所用の要求性能を満たす経済的な案を選択した。これは他のテンホイラー機と部品を共通化することで製造・保守コストの削減を図る合理的な案であった。また、新規設計部分がほとんど無いため工場の生産ラインの転換も容易であったことから、設計・製造部門からは特に異論は出ず、運行部門の要求も十分満たせたため、計画の具体化が進められた。選択された新しいクラスの試作車は、セイント級に属する2925号機「セイント・マーティン」であり、1924年に改造されて評価試験が行われた。具体的な改修点は動輪径の変更、これに伴うシリンダ高さの引き下げ、弁装置の位置調整、台枠の軸箱守修正である。3年間の試行を経て、設計を改善するためにいくつかの変更が行った。サイドウィンドウキャブも装備されていたが、他に大きな変更はなかった（1948年12月に外部の蒸気管が装備されるまで）。

## 製造
試験の結果は良好で、1928年に80両がGWRのスウィンドン工場で追加製造された。コレットはエンジンの最初のバッチの寸法をさらに変更した。特に、ボギーホイールの直径3フィートに小さくし、バルブ設定の移動量を増やした。最初に製造された機関車は、1924年12月にスウィンドンから登場した4901号機「アダレーホール」だった。1943年までに4901 - 4999・5900 - 5999・6900 - 6958の258両が製造された。
また、試作車としての役割を果たした2925号機も本形式に編入され、トップナンバーに当たる4900号機へ改番された。
更に、新設計の高圧高性能ボイラーを搭載した、超・改ホール級とでも呼ぶべき内容を備える1000形（カウンティ級）30両もその基本設計は本形式のそれに従っており、結果的に本形式を筆頭とするGWRの貨客用テンホイラーは計360両が製造されることとなった。
1928年以降に製造されたものはボギーホイールの直径は3フィート2インチ（約0.96 m）から3フィート0インチ（約0.91 m）に2インチ縮小され、バルブ設定は7.5インチの移動量の増加をもたらすように修正された。
試運転として、最初の14機はコーニッシュ本線の困難な性能試験場に派遣された。結果は上々であり、GWRの各線においても非常に成功したため、1930年に80両の最初の生産バッチが完了するまでに、さらに178両が注文された。1935年までに150両が稼働し、1943年に259両目で最終製造機である6958号機「オックスバーグ・ホール」が納入された。
以後の増備はコレットの後任CMEとなったフレデリック・ホークスワース（在任期間：1941年 - 1947年）の手で更なる改良を施した6959形（改ホール級）へ移行したが、基本コンセプトや性能には変更はなく、こちらは71両が製造されている。
| 発注年  | 車両番号                       | 生産両数 | 備考                                |
| ------- | ------------------------------ | -------- | ----------------------------------- |
| 1924    | No.4900                        | 1両      | No.2925"セント・マーティン"より改装 |
| 1928-30 | No.4901 - 4980                 | 80両     |                                     |
| 1931    | No.4981 - 4999, No.5900 - 5920 | 40両     |                                     |
| 1933    | No.5921 - 5940                 | 20両     |                                     |
| 1935    | No.5941 - 5950                 | 10両     |                                     |
| 1935-40 | No.5951 - 5995                 | 35両     |                                     |
| 1940    | No.5996 - 5999, No.6900 - 6905 | 35両     |                                     |
| 1940-43 | No.6906 - 6958                 | 53両     |                                     |

## 運用
80台の初回生産が完了する前に、さらに多くの機関車の注文が行われていた。ホール級は、GWRの客貨混合列車に最適であることが証明された。昼夜を問わず、急行列車と貨物列車を牽引した。ペンザンス、トゥルーロ、プリマスのライラの南西部の機関区に、広範にわたって配属された。彼らの主な問題は車軸負荷であり、これらの任務を引き継ぐために4300とより小さい機関車の設計課題残した。これは後に、7800「マナー」および6800「グランジ」クラスの設計と建設に繋がった。
1941年4月30日に第二次世界大戦による空襲で修復困難となって解体された4911号機「ボーデンホール」を除き、全ての機関車がイギリス国鉄に継承された。非常に使い勝手が良かったため、1959年まで廃車は出なかった。
なお、本形式の内、11両が1946年から1947年にかけて重油焚きに改造されたが、1950年には元の石炭焚きに復元されている。
他のクラスと同様に、最も古い機関車である4900号機「サンマルタン」が最初に廃車された。最後に廃車されたのは4920号機「ダンブルトンホール」だが、後に保存されることになった。

## 保存車
本形式は動態/静態あわせて11両が保存されている。
| 番号（ホール省略）    | 現在地                                      | 塗装                                               | 状態               | 写真 | 備考 |
| --------------------- | ------------------------------------------- | -------------------------------------------------- | ------------------ | ---- | --- |
| 4920 ダンブルトン     | ワーナーブラザース スタジオツアー東京       | Hogwarts Railways Crimson, Hogwarts Railways Crest | 静態保存           |      | 1929年3月製造、1965年12月廃車。 1992年から99年まで保存鉄道にて運用されていたが、2020年に新オーナーへ売却。2021年2月にワーナー・ブラザースが長期借用し、ホグワーツ特急仕様に塗装のうえ、ワーナーブラザース スタジオツアー東京 ‐ メイキング・オブ・ハリー・ポッターで静態展示されている。 |
| 4930 ハグリー         | Severn Valley Railway                       | GWR Line Green, Shirtbutton Logo                   | 動態保存           |      | 1929年3月製造、1963年12月廃車。 4820号機が上記の通り静態展示で海外へ出た為、2023年現在イギリス国内における最古かつ稼働中のホール級である。 |
| 4936 キンレット       | West Somerset Railway                       | BR Lined Green, Late Crest                         | オーバーホール中   |      | 1929年6月製造、1964年1月廃車。 動態保存機。2016年に火室とボイラーに亀裂が見つかり、Tyseley Locomotive Worksにてオーバーホール中。 |
| 4942 メインディ       | Didcot Railway Center                       | GWR Lined Green, Great Western Lettering           | 動態保存           |      | 1929年7月製造、1963年12月廃車。 2999号機「レディ・オブ・レジェンド」に改装。 |
| 4953 ピッチフォード   | Epping Ongar Railway                        | BR Lined Black, Late Crest                         | 動態保存           |      | 1929年8月製造、1965年5月廃車。 |
| 4965 ルード・アストン | Tyseley Locomotive Works                    | GWR Lined Green, Great Western Lettering           | オーバーホール予定 |      | 1930年12月製造、1962年3月廃車。 元4983号機"アルバート・ホール"。1962年に同機のパーツも使い再制作されており、パーツの刻印が混在している。2019年から周期オーバーホール予定だったが、同年に発生した新型コロナウイルスのため作業が中断されている。                                          |
| 4979 ウートン         | Ribble Steam Railway                        | -                                                  | レストア中         |      | 1930年2月製造、1963年12月廃車。 1994年にFurness Railway Trustによりスクラップヤードから回収された。2014年からレストア中。 |
| 5900 ヒンダートン     | Didcot Railway Centre                       | GWR Lined Green, Great Western Lettering           | 静態保存           |      | 1931年3月製造、1963年12月廃車。 スクラップになるところを保存団体が引き取った。保存団体の紹介ページによると、今後レストア予定とのこと。 |
| 5952 コーガン         | Tyseley Locomotive Works                    | ?                                                  | 保存中             |      | 1935年12月製造、1964年6月廃車。 一部パーツを同工場で新規製作中のグレート・ウェスタン鉄道 6800形蒸気機関車6880号機"ベトン・グランジ"に利用されており、現在外装修復中。当該機が落成以降にレストア再開予定。                                                                               |
| 5967 ビックマース     | Northampton & Lamport Railway               | -                                                  | レストア中         |      | 1937年9月製造、1964年6月廃車。 1987年に同鉄道に購入されて以降レストアが続いている。 |
| 5972 オルトン         | ワーナーブラザース スタジオツアー・ロンドン | Hogwarts Railways Crimson, Hogwarts Railways Crest | 静態保存           |      | 1937年4月製造、1963年12月廃車。 廃車後の1981年、個人に購入されレストア。映画ハリー・ポッターシリーズのホグワーツ特急牽引機"ホグワーツ・キャッスル"として2014年頃まで稼働し、2015年からはロンドンのワーナーブラザース スタジオツアー内にて静態展示されている。                           |

## レプリカ
シンガポール以外のユニバーサル・テーマパークには、5972号機を模した実物大のレプリカが設置されている。
また、オーランドでは、ユニバーサル・スタジオ・フロリダ（キングス・クロス駅を模している）とアイランズ・オブ・アドベンチャー（ホグズミード駅を模している）を結ぶ軌間1,800 mmの交走式ケーブルカーとして、オーランドのホグワーツ特急がアトラクションを兼ねた移動手段として実際に運行されている。

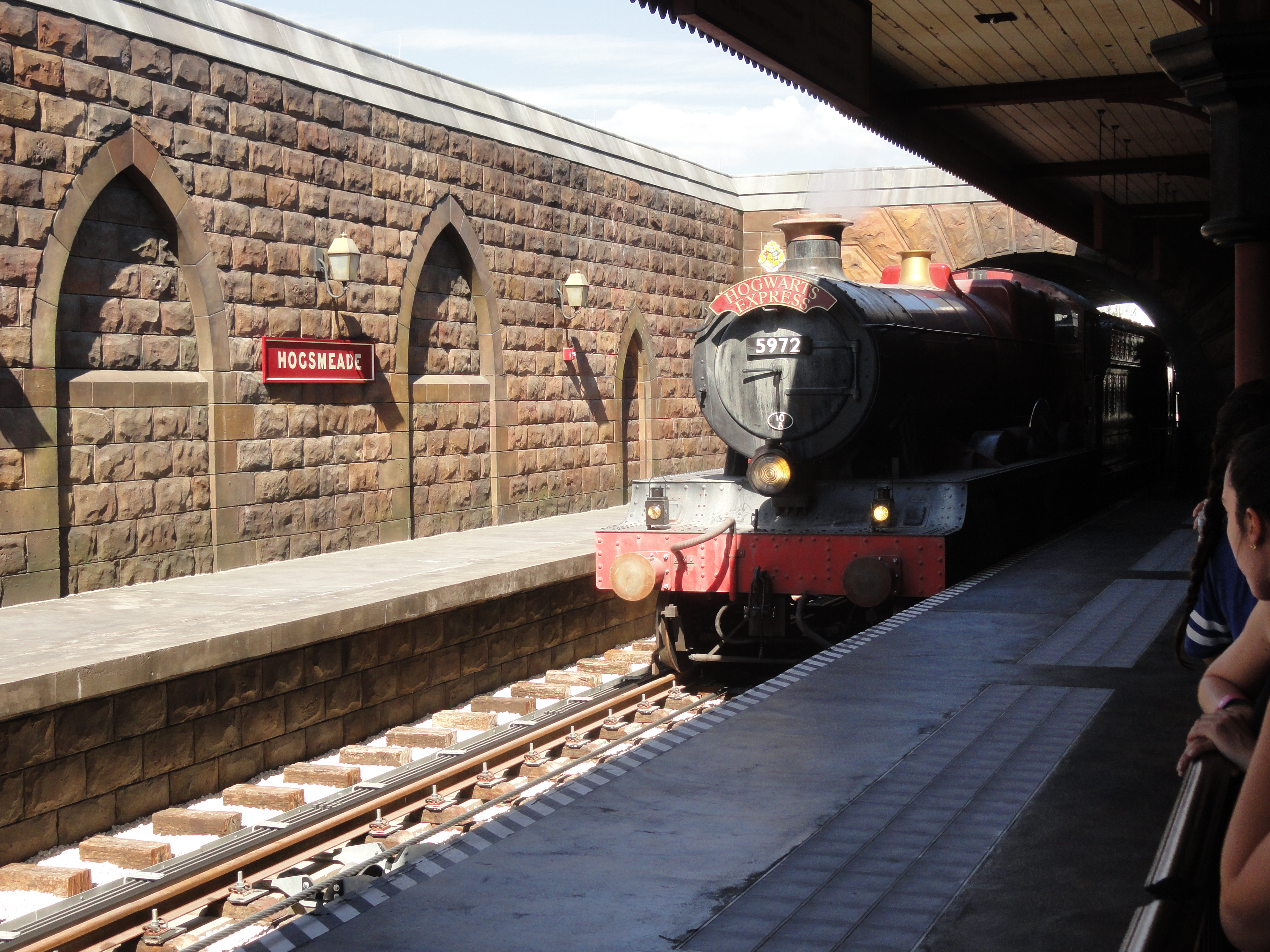
オーランドで運行されているもの。2編成が存在する。
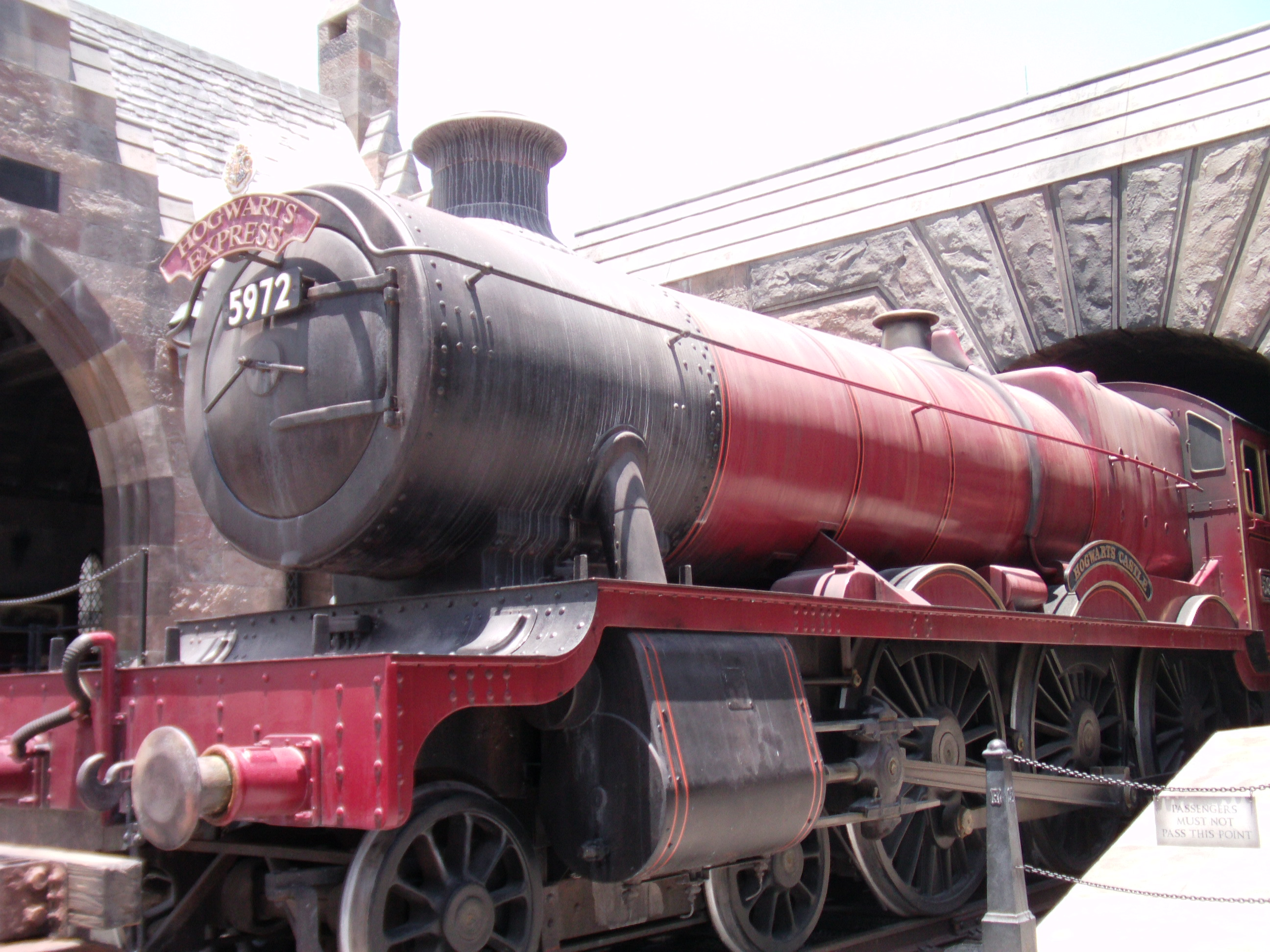
オーランドで展示されているもの。
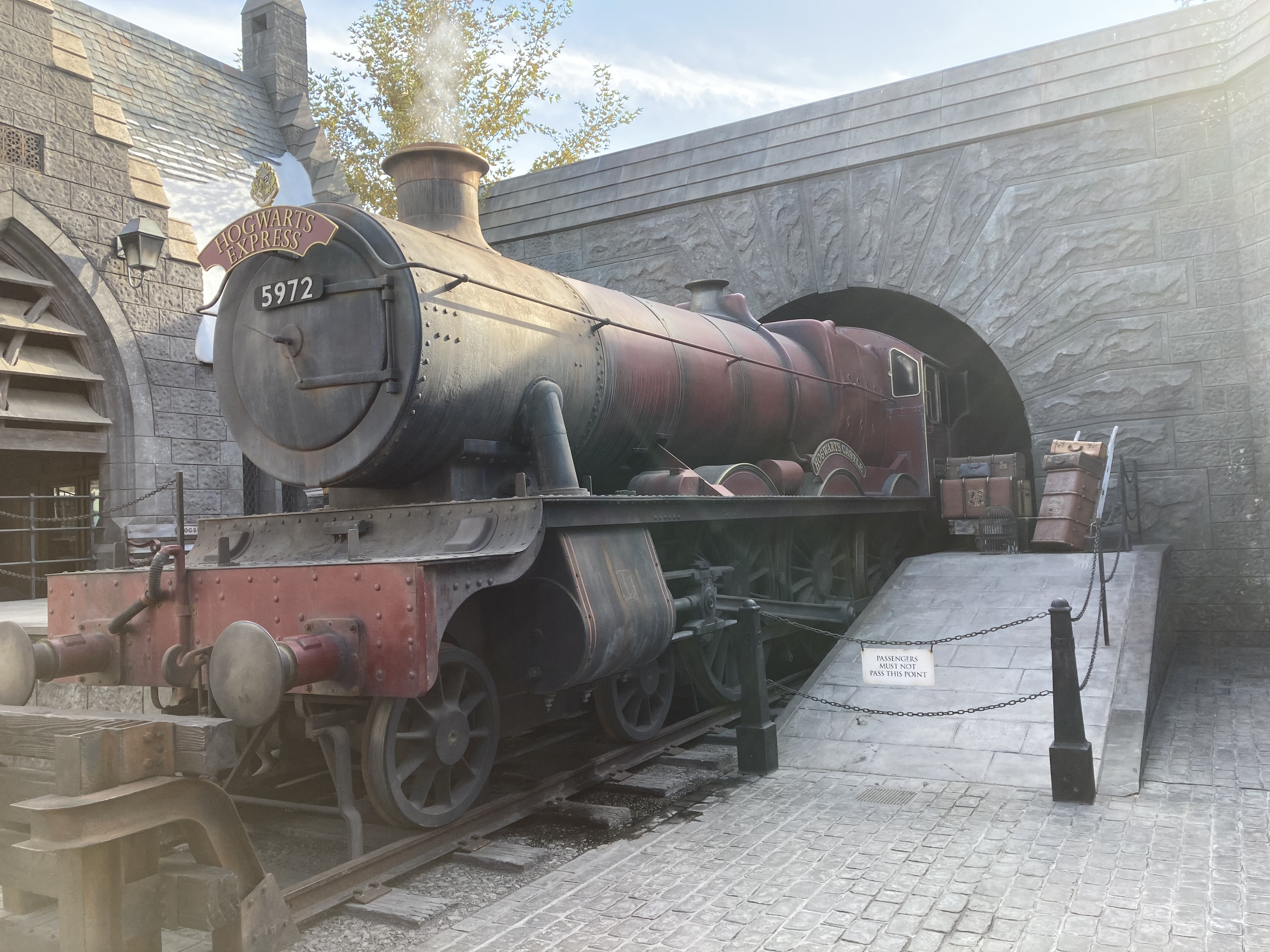
ハリウッド
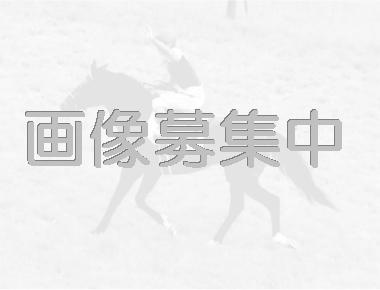
ジャパン
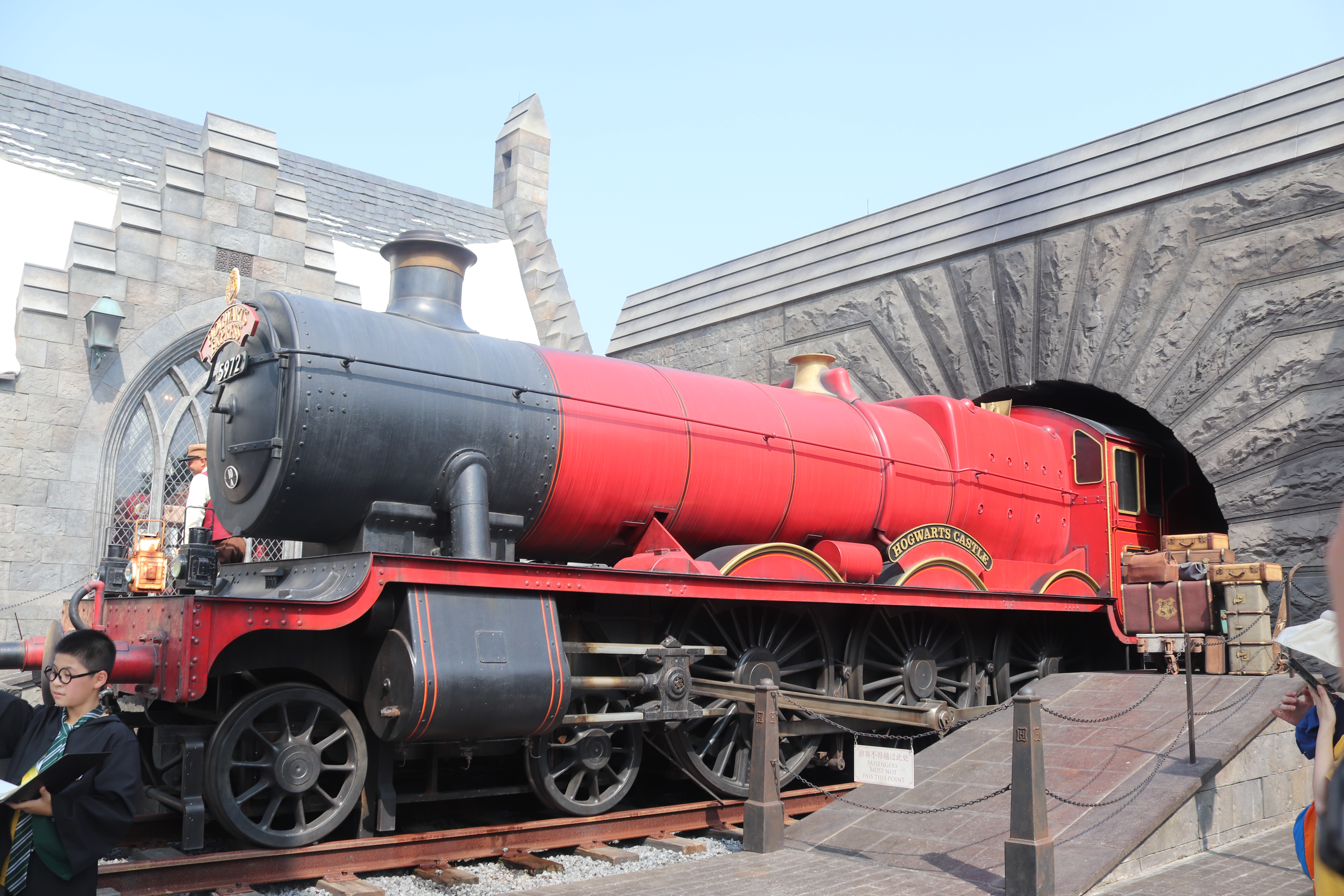
北京